# Колс, Дион
Дион Йохан Колс (нидерл. Dion Johan Cools; род. 4 июня 1996[…], Оверейсе, Фламандский регион) — малайзийский футболист, защитник тайского клуба «Бурирам Юнайтед» и национальной сборной Малайзии.

## Биография
Дион Колс родился 4 июня 1996 года в Кучинге. Второе имя — Йохан — получил в честь нидерландского футболиста Йохана Кройфа, большим поклонником которого был его отец.

### Клубная карьера
Начал заниматься футболом в девять лет. Прошёл академии «Андерлехта» и «Лёвена», стал выпускником последней. В июле 2014 года подписал с командой профессиональный контракт. 3 августа 2014 года дебютировал во втором бельгийском дивизионе, в поединке против «Рэйсинг Мехелен», выйдя на поле в стартовом составе.
Летом 2015 года Колс перешёл в «Брюгге». 24 июля 2015 года дебютировал в Лиге Жюпиле в поединке против «Сент-Трюйдена», выйдя в стартовом составе и проведя на поле весь матч. Всего в дебютном сезоне провёл пять встреч. 29 июля 2016 года, в поединке против «Мехелена» сезона 2016/17 забил свой первый профессиональный мяч, чем помог своей команде победить со счётом 2:0.

### Карьера в сборной
Игрок юношеских сборных Бельгии до 18 и 19 лет. Принимал участие в отборочных частях к юношеским чемпионатам Европы, однако в финальную стадию вместе со сборной не выходил. Имеет возможность выступать за сборную Малайзии.
Летом 2019 года Дион был приглашён в сборную для участия в Чемпионате Европы среди молодёжных команд, который состоялся в Италии. В первом матче в группе против Польши он отличился голом на 84-й минуте, но его команда уступила 2:3.

## Достижения
- Чемпион Бельгии (1) : 2015/16
- Обладатель Суперкубка Бельгии (2) : 2016, 2018
- Финалист Кубка Бельгии (1) : 2016